# Aérodrome de Kédougou
L'aérodrome  de Kédougou, code IATA : KGG • code OACI : GOTK, est un aéroport qui dessert la ville de Kédougou, au Sénégal.

## Description
L'aéroport possède une seule piste, longue de 1800 mètres.

## Situation
| \| 50 km1:10 137 000 \| Saint-Louis · XLS Ziguinchor Dakar · DKR Dakar · DSS Kolda Cap Skirring Kédougou Tambacounda Linguère Kaolack |
| 50 km1:10 137 000 |